# Columbia Peak
Der Columbia Peak ist ein Berg in der Henry M. Jackson Wilderness im US-Bundesstaat Washington. Er ragt 7.172 ft (2.186 m) hoch auf. Zusammen mit dem Monte Cristo Peak und dem Kyes Peak bildet er ein Becken, das den Columbia-Gletscher und den Blanca Lake enthält.